# Batalla de Papudo
El combat de Papudo (o del Papudo) va ser una escaramussa naval ocorreguda en el marc de la Guerra hispanosudamericana. Va passar el 26 de novembre de 1865 i va tenir com a contendents la corbeta xilena Esmeralda i la goleta espanyola Virgen de Covadonga i va suposar la captura d'aquesta última.

## Antecedents
Mentre el conflicte entre Espanya i Perú semblava tornar a sorgir, a Xile l'opinió pública xilena es va exaltar i van començar actes hostils contra els espanyols residents. El Govern decideix llavors negar tot suport logístic a les unitats navals espanyoles en ports xilens.
Com que Xile impedia el carboneig dels vaixells espanyols, el ministre d'Espanya, Tavira, va arreglar la qüestió de tal manera que el vicealmirall José Manuel Pareja va opinar que era en contra del decòrum i l'honor d'Espanya. Posat en coneixement del Govern, aquest va destituir Tavira i va nomenar Pareja com a plenipotenciari també a Xile.
En arribar a les seves mans les credencials, va anar a carbonejar al port de Caldera, deixant dos vaixells a El Callao al comandament del capità de navili Casto Méndez Núñez. Tots els vaixells del comandament immediat del general van anar arribant a Valparaíso.
El vicealmirall Pareja ja a Valparaíso, va pressionar el Govern xilè perquè aixequés les restriccions imposades a la seva esquadra.
A Madrid, després de dos anys de governs moderats, va tornar al poder el general Leopoldo O'Donnell, i el gabinet va enviar instruccions precises a l'almirall Pareja: "reparacions i salutació a la bandera". Si es neguessin, ruptura de relacions i ultimàtum. Si tot i així Santiago persistís en la seva actitud, bloqueig dels ports. Finalment, si Xile continués sense atendre les exigències espanyoles, hostilitzar Valparaíso o Lota. Pareja va donar quatre dies de termini al govern xilè.
Davant la negativa xilena, el Comandant General de l'Esquadra del Pacífic va declarar tota la costa xilena en estat de bloqueig el 24 de setembre, encara que, a causa dels pocs vaixells espanyols, aquest es va reduir a Coquimbo i Caldera. En resposta a la decisió de Pareja, Xile va declarar la guerra a Espanya l'endemà.

## Les operacions de la corbeta Esmeralda
L'esquadra xilena, composta per la corbeta "Esmeralda" i el vapor "Maipú", va ser posada en peu de guerra pel capità de fragata Juan Williams Rebolledo, que va sortir del port de Valparaíso amb el vistiplau de l'almirall Pareja.
Mentrestant Perú, va acordar la tramesa de l'esquadra peruana per unir-se a la xilena a Chiloé i esperar allà l'arribada dels nous vaixells blindats "Huáscar" i "Independencia", abans d'iniciar operacions ofensives contra la flota espanyola que tractava de bloquejar les extenses costes de Xile.
Williams tenia l'ordre de dirigir-se a unir-se a l'esquadra peruana, i amb aquesta finalitat es va dirigir a les Illes Chincha. Allà es va trobar amb l'esquadra peruana que estava formada per les corbetes "Unión" i "América" i la fragata "Amazonas", vaixell insígnia de l'almirall Lizardo Montero Flores. En l'entrevista Montero no va mostrar cap interès per atacar l'enemic en comú. En aquell moment el Perú no havia declarat la guerra a Espanya i es mantenia la situació creada pel Tractat Vivanco-Pareja.
Williams descartant la possibilitat que li hauria permès batre's amb èxit, va decidir tornar a Xile i emprendre l'atac contra els espanyols amb els seus mitjans, és a dir, hostilitzar l'enemic amb els vaixells "Esmeralda" i "Maipú". Va ser el seu primer pla atacar la fragata "Berenguela" que bloquejava el port de Caldera però es va descartar pel risc que això significava i pel poc poder de foc del "Maipú". Williams va decidir enviar el vapor "Maipú" a Ancud i que es refugiés als canals de l'arxipèlag, ja que va considerar que el vapor armat seria un destorb més que una ajuda en cas d'atac.
Després d'això, Williams va portar l'"Esmeralda" a Arauco amb la intenció d'entrar a Lota per reaprovisionar-se i carregar carbó. La fragata "Resolución" creuava la badia i Williams va fer entrar l'"Esmeralda" en una nit molt tancada, burlant en la foscor la vigilància dels espanyols. Posteriorment es dirigiria al nord per intentar atacar els bloquejadors a Coquimbo però en passar davant Valparaíso la canonera "Vencedora" sortir a reconèixer-lo. Williams va intentar allunyar del port on es trobava també la fragata "Villa de Madrid" per atacar-la, però aquesta va virar cap al port frustrant l'intent.
El 24 de novembre va recalar a Tongoy la corbeta "Esmeralda" tot esperant informació sobre l'enemic. El seu Comandant, el capità de fragata Juan Williams Rebolledo va saber que la fragata "Blanca" estava rellevant en el bloqueig de Coquimbo la goleta "Virgen de Covadonga" i que aquesta última salparia a bloquejar San Antonio. Ràpidament, va salpar cap a Valparaíso per esperar la "Covadonga" o qualsevol nau enemiga que s'apropés.
Van passar dos dies perquè això passés, ja que la goleta "Covadonga" s'acostava al port.

## Combat de Papudo
La corbeta "Esmeralda" es va acostar amb una bandera anglesa cap a la nau. El comandant Williams va ser informat que la velocitat de la Covadonga arribava als 10 o 11 nusos superant així a l'Esmeralda, i el Comandant de la "Covadonga", Luis Fery, la va confondre amb naus procedents de Gran Bretanya "Shearwater", "Colombina" o "Mutine", les tres molt semblants entre si, però per evitar qualsevol sorpresa va tocar xafarranxo de combat, va parar el caminar del seu vaixell i presentant el seu costat d'estribord, va esperar la corbeta llest per fer foc.
A distància apropiada, Williams Rebolledo va ordenar canviar el pavelló i va obrir simultàniament foc amb tota l'artilleria d'estribord, cosa que va ser resposta per la "Virgen de Covadonga", iniciant-se el combat.
Els artillers xilens van resultar ser millors. La nau enemiga va rebre diversos impactes al casc i l'arboradura, fins que un precís projectil va detonar al seu canó de popa, deixant fora de combat els 14 homes que el servien. Davant aquesta situació, la "Virgen de Covadonga" va tractar d'escapar, però ja era tard. L'"Esmeralda" seguia les seves aigües des de molt a prop, disparant amb el seu canó de proa, cosa que va portar a l'enemic a deixar anar 1 calabrot per enredar les seves hèlixs, que va aconseguir ser esquivat oportunament amb ràpida evolució de la corbeta.
En veure que havia arribat la seva fi, el Comandant Fery va optar per rendir-se i així ho va comunicar al capità de fragata Williams Rebolledo, mentre arriava seu pavelló. Sotmesa la goleta, Williams va enviar al Capità Manuel Thomson a prendre'n possessió, portant tripulació xilena per amarinar-la.
Ja a bord, Fery va cedir el comandament a Thomson, qui va disposar revisar les vàlvules de fons, per si s'hagués ordenat obrir-les. Efectivament, ja hi havia quatre peus d'aigua als cellers i al departament de calderes el nivell gairebé arribava als fogons.
Els enginyers xilens van treballar intensament per tancar les vàlvules, treure l'aigua i deixar el vaixell en condicions de navegar a port a fer reparacions majors.
Els presoners van ser el Comandant Fery, sis oficials i 110 tripulants. Entre els espanyols hi va haver dos morts i catorze ferits, segons el comunicat de Williams.
Segons el comunicat espanyol el nombre de morts i ferits va ser de 26. A l'"Esmeralda" no hi va haver ni morts ni ferits.
Els presoners van ser desembarcats a Papudo, d'on van seguir a Santiago. A la goleta "Covadonga" se li van fer reparacions provisionals, necessàries per conduir-la al sud. El matí del 10 de desembre va recalar a Lebu, i tres dies més tard, al costat de l'"Esmeralda" i el "Maipú" fondejaven a Ancud.

## Conseqüències

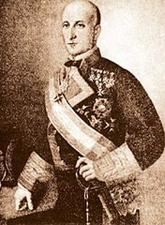
El vicealmirall José Manuel Pareja (1813-1865).

Malgrat la feblesa xilena al mar, s'havia desenvolupat una reeixida acció ofensiva contra una unitat de guerra espanyola, que va resultar capturada i va passar a formar part de la petita esquadra xilena, com el seu tercer vaixell.
Aquest fet va ser un gran revés per l'esquadra espanyola. Pareja havia permès la sortida de l'"Esmeralda" i havia ordenat la partida de la petita "Covadonga", de només tres canons, en solitari, tot i les queixes de part de la Junta d'Oficials.
Per als xilens, que no es trobaven en una bona situació estratègica, la captura de la "Covadonga" va contribuir a generar una crisi en el comandament espanyol.
Mentrestant el Perú, va acordar la tramesa de l'esquadra peruana per unir-se a la xilena a Chiloé i esperar allà l'arribada dels nous vaixells blindats "Huáscar" i "Independencia", abans d'iniciar operacions ofensives contra la flota espanyola que tractava de bloquejar les extenses costes de Xile infructuosament.
El 3 de desembre de 1865, van iniciar la travessia les fragates "Apurímac" i "Amazonas", i 44 dies després les corbetes "Unión" i "América". Alhora, el recent ascendit capità de navili Juan Williams Rebolledo, amb la corbeta "Esmeralda", la goleta "Covadonga" i els vapors "Maipú" i "Lautaro", havia organitzat la posta naval d'Abtao, en l'arxipèlag de Calbuco, en dues cales adjacents a l'illa del mateix nom, situada a la riba nord del canal de Chacao.
D'altra banda, la notícia d'aquests sorprenents fets perpetrats pel vaixell d'un país que pràcticament no tenia força naval, la suposició que hagués tingut la mateixa sort la corbeta  Vencedora, la declaració de guerra de la República del Perú i l'actitud de la República de Xile contrària als interessos d'Espanya va deprimir profundament el vicealmirall José Manuel Pareja qui, sentint-se fracassat, va optar per suïcidar-se.
Al vicealmirall Pareja el va succeir en el comandament Casto Méndez Núñez qui va realitzar expedicions per recuperar la goleta "Covadonga" i destruir la flota aliada sense tenir èxit.